# سكين الرماية

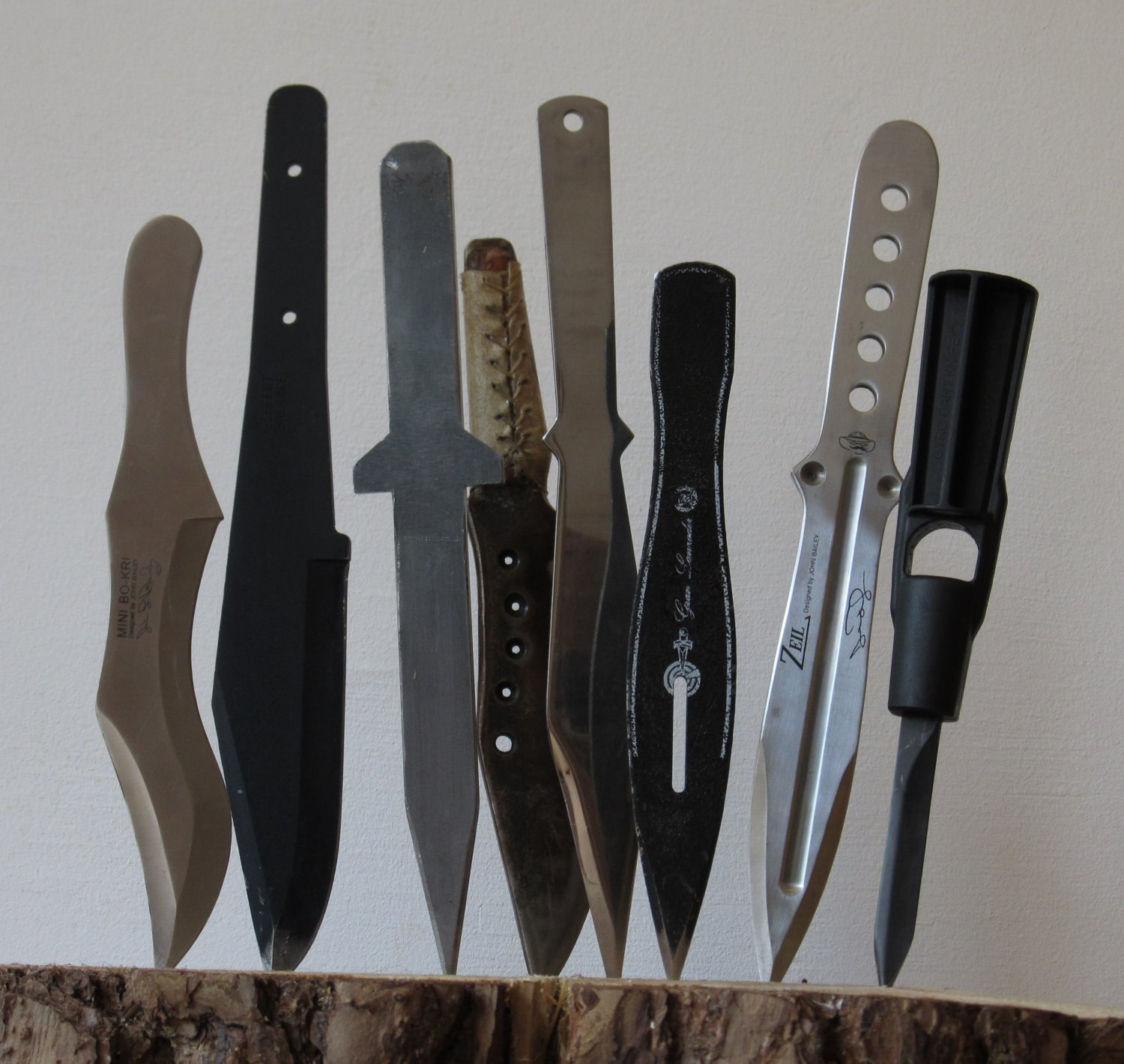
مجموعة من سكاكين الرماية.

سكين الرماية (بالإنجليزية: Throwing knife)‏ هو سكين مخصص لنمط هيكلي معين، يُستخدم كثيراً في الرمي، ويُستخدم في الثقافات المختلفة في العالم، كما يُستخدم كذلك في الرياضة.